# Ла-Пас (аэропорт)
Международный аэропорт имени Мануэля Маркеса-де-Леона (Международный аэропорт Ла-Пас, исп. Aeropuerto Internacional Manuel Márquez de León) — расположен в городе Ла-Пасе, штат Южная Нижняя Калифорния, Мексика.

## Авиакомпании и направления

### Челночные рейсы
| Авиакомпания  | Направления                                                          |
| ------------- | -------------------------------------------------------------------- |
| Aéreo Calafia | Кабо-Сан-Лукас, Сьюдад-Обрегон, Кульякан-Росалес, Гуаймас, Лос-Мочис |

### Внутренние рейсы
| Авиакомпания       | Направления                                      |
| ------------------ | ------------------------------------------------ |
| Aeroméxico Connect | Мехико, Кульянка-Росалес, Гвадалахара, Монтеррей |
| Viva Aerobus       | Кульякан-Росалес,                                |
| Volaris            | Гвадалахара, Тихуана, Толука                     |

### Международные рейсы
| Авиакомпания | Направления  |
| ------------ | ------------ |
| Horizon Air  | Лос-Анджелес |